# Arcidiecéze Braga
Arcidiecéze Braga (latinsky Archidioecesis Bracarensis, portugalsky Arquidiocese de Braga) je metropolitní arcidiecéze římskokatolické církve se sídlem v portugalském městě Braga. Jejím katedrálním chrámem je katedrála Panny Marie. Jedná se o nejstarší diecézi na iberském poloostrově, a její arcibiskup má titul "Primas Hispánie", ve skutečnosti jde pouze o titul primase Portugalska.

## Církevní provincie
Arcidiecéze je sídlem církevní provincie, která je tvořena následujícími diecézemi:
- Arcidiecéze Braga se sufragánními diecézemi:
  - Diecéze Porto
  - Diecéze Coimbra
  - Diecéze Viseu
  - Diecéze Lamego
  - Diecéze Bragança-Miranda
  - Diecéze Vila Real
  - Diecéze Aveiro
  - Diecéze Viana do Castelo

## Stručná historie
Diecéze vznikla v Braze zřejmě již ve 3. století, i když legendy mluví již o 1. století. Historicky první doložený biskup je sv. Paternus, který se účastnil koncilu v Toledu roku 397. Metropolitním arcibiskupstvím je Braga od první poloviny 5. století, a byla místem konání provinčních koncilů. V 7. – 8. století v důsledku muslimské invaze bylo sídlo arcidiecéze přeneseno do Luga. Roku 1070 byla obnovena arcidiecéze v Braze, vznikla kapitula a začala být budována katedrála. V polovině 12. století došlo ke sporům s arcibiskupy toledskými ohledně titulu primase: primasem Španělska se stali toledští arcibiskupové, arcibiskupové v Braze se stali primasy Portugalska a mohli nosit titul "primas Hispaniae". 
Braga, která byla zničena Saracény a obnovena v roce 1071, byla sídlem řady významných biskupů. Mezi nimi byl Maurício Burdinho (1111–1114), který byl vyslán jako legát k císaři Jindřichovi V. (1118) a který ustanovil vzdoropapeže s titulem Řehoř VIII.; Pedro Juliano, lisabonský arcijáhen, který byl v roce 1274 zvolen biskupem v Braze, v roce 1276 povýšen na kardinála papežem Řehořem X. a nakonec zvolen papežem pod jménem Jan XXI.; Bartolomeo dos Mártires (1559–1567), dominikán, který se v roce 1566 spolu s otcem Luísem de Sotomayorem, Franciscem Foreirem a dalšími účastnil Tridentského koncilu; a De Castro, augustinián (1589–1609), jenž 28. července 1592 vysvětil katedrálu.
Aleixo de Menezes, taktéž augustinián, byl převeden z arcibiskupského stolce v Goa do Bragy. Byl jmenován biskupem pro tomášovské křesťany na Malabárském pobřeží v Zadní Indii a násilně je latinizoval za pomoci misionářů z různých řeholních řádů. Za jeho působení se konal kontroverzní protisněm v Diamperu (1599), který měl za cíl ustanovit církev na Malabárském pobřeží. Zemřel v Madridu roku 1617 ve svých osmapadesáti letech jako předseda Rady Kastilie.
V roce 1918 synoda obnovila starobylý bražský ritus, který je fakultativně v platnosti dodnes.